# Llista de topònims del Vilosell
Llista de topònims (noms propis de lloc) del municipi del Vilosell, a les Garrigues
Informació actualitzada per un bot. Els canvis manuals es perdran quan s'actualitzi!

## cabana
| imatge | Nom                  | Ubicat a    | instància de | Detalls | coordenades                                                          | Protecció | Commons (més fotos) | Dades a WD                    |
| ------ | -------------------- | ----------- | ------------ | ------- | -------------------------------------------------------------------- | --------- | ------------------- | ----------------------------- |
|        | cabana del Cabot     | el Vilosell | cabana       |         | 41° 24′ 05″ N, 0° 56′ 26″ E / 41.4012894267479°N,0.940620231608038°E |           |                     | Modifica les dades a Wikidata |
|        | pallissa del Tarragó | el Vilosell | cabana       |         | 41° 24′ 18″ N, 0° 58′ 07″ E / 41.4050284833819°N,0.968543305100091°E |           |                     | Modifica les dades a Wikidata |

## cabana de volta
| imatge | Nom                               | Ubicat a    | instància de    | Detalls                     | coordenades                                                            | Protecció                                  | Commons (més fotos) | Dades a WD                    |
| ------ | --------------------------------- | ----------- | --------------- | --------------------------- | ---------------------------------------------------------------------- | ------------------------------------------ | ------------------- | ----------------------------- |
|        | Cabana de volta                   | el Vilosell | cabana de volta | Estil: arquitectura popular |                                                                        | bé integrant del patrimoni cultural català |                     | Modifica les dades a Wikidata |
|        | Construccions de pedra seca I     | el Vilosell | cabana de volta | Estil: arquitectura popular |                                                                        | bé integrant del patrimoni cultural català |                     | Modifica les dades a Wikidata |
|        | Construccions de pedra seca II    | el Vilosell | cabana de volta | Estil: arquitectura popular |                                                                        | bé integrant del patrimoni cultural català |                     | Modifica les dades a Wikidata |
|        | Construccions de pedra seca III   | el Vilosell | cabana de volta | Estil: arquitectura popular |                                                                        | bé integrant del patrimoni cultural català |                     | Modifica les dades a Wikidata |
|        | Construccions de pedra seca IV    | el Vilosell | cabana de volta | Estil: arquitectura popular |                                                                        | bé integrant del patrimoni cultural català |                     | Modifica les dades a Wikidata |
|        | Construccions de pedra seca IX    | el Vilosell | cabana de volta | Estil: arquitectura popular |                                                                        | bé integrant del patrimoni cultural català |                     | Modifica les dades a Wikidata |
|        | Construccions de pedra seca V     | el Vilosell | cabana de volta | Estil: arquitectura popular |                                                                        | bé integrant del patrimoni cultural català |                     | Modifica les dades a Wikidata |
|        | Construccions de pedra seca VI    | el Vilosell | cabana de volta | Estil: arquitectura popular |                                                                        | bé integrant del patrimoni cultural català |                     | Modifica les dades a Wikidata |
|        | Construccions de pedra seca VII   | el Vilosell | cabana de volta | Estil: arquitectura popular | 42° 00′ 15″ N, 2° 51′ 40″ E / 42.00419914021027°N,2.8610938960830903°E | bé integrant del patrimoni cultural català |                     | Modifica les dades a Wikidata |
|        | Construccions de pedra seca VIII  | el Vilosell | cabana de volta | Estil: arquitectura popular |                                                                        | bé integrant del patrimoni cultural català |                     | Modifica les dades a Wikidata |
|        | Construccions de pedra seca X     | el Vilosell | cabana de volta | Estil: arquitectura popular |                                                                        | bé integrant del patrimoni cultural català |                     | Modifica les dades a Wikidata |
|        | Construccions de pedra seca XI    | el Vilosell | cabana de volta | Estil: arquitectura popular |                                                                        | bé integrant del patrimoni cultural català |                     | Modifica les dades a Wikidata |
|        | Construccions de pedra seca XII   | el Vilosell | cabana de volta | Estil: arquitectura popular |                                                                        | bé integrant del patrimoni cultural català |                     | Modifica les dades a Wikidata |
|        | Construccions de pedra seca XIII  | el Vilosell | cabana de volta | Estil: arquitectura popular |                                                                        | bé integrant del patrimoni cultural català |                     | Modifica les dades a Wikidata |
|        | Construccions de pedra seca XIV   | el Vilosell | cabana de volta | Estil: arquitectura popular |                                                                        | bé integrant del patrimoni cultural català |                     | Modifica les dades a Wikidata |
|        | Construccions de pedra seca XV    | el Vilosell | cabana de volta | Estil: arquitectura popular |                                                                        | bé integrant del patrimoni cultural català |                     | Modifica les dades a Wikidata |
|        | Construccions de pedra seca XVI   | el Vilosell | cabana de volta | Estil: arquitectura popular |                                                                        | bé integrant del patrimoni cultural català |                     | Modifica les dades a Wikidata |
|        | Construccions de pedra seca XVII  | el Vilosell | cabana de volta | Estil: arquitectura popular |                                                                        | bé integrant del patrimoni cultural català |                     | Modifica les dades a Wikidata |
|        | Construccions de pedra seca XVIII | el Vilosell | cabana de volta | Estil: arquitectura popular |                                                                        | bé integrant del patrimoni cultural català |                     | Modifica les dades a Wikidata |

## església
| imatge | Nom                      | Ubicat a    | instància de     | Detalls                     | coordenades | Protecció                   | Commons (més fotos)                  | Dades a WD                    |
| ------ | ------------------------ | ----------- | ---------------- | --------------------------- | --- | --------------------------- | ------------------------------------ | ----------------------------- |
|        | Sant Miquel de la Tosca  | el Vilosell | església         | Estil: arquitectura popular | 41° 21′ 41″ N, 0° 56′ 58″ E / 41.36146°N,0.94953°E                                                                                      | bé cultural d'interès local | Sant Miquel de la Tosca del Vilosell | Modifica les dades a Wikidata |
|        | Santa Maria del Vilosell | el Vilosell | església         |                             | 41° 23′ 03″ N, 0° 56′ 49″ E / 41.3842°N,0.946944°E                                                                                      |                             | Santa Maria del Vilosell             | Modifica les dades a Wikidata |
|        | capella del Crucifici    | el Vilosell | església capella |                             | 41° 21′ 57″ N, 0° 57′ 16″ E / 41.365931090136°N,0.954353955119°E ca:Accés per un camí des del Vilosell o des de Sant Miquel de la Tosca |                             |                                      | Modifica les dades a Wikidata |

## font
| imatge | Nom             | Ubicat a    | instància de | Detalls | coordenades                                                          | Protecció | Commons (més fotos) | Dades a WD                    |
| ------ | --------------- | ----------- | ------------ | ------- | -------------------------------------------------------------------- | --------- | ------------------- | ----------------------------- |
|        | font d'en Fabra | el Vilosell | font         |         | 41° 23′ 32″ N, 0° 56′ 44″ E / 41.3923067110272°N,0.945496747016352°E |           |                     | Modifica les dades a Wikidata |
|        | font del Plan   | el Vilosell | font         |         | 41° 21′ 21″ N, 0° 57′ 08″ E / 41.3556946926292°N,0.952123792363059°E |           |                     | Modifica les dades a Wikidata |
|        | font dels Gorgs | el Vilosell | font         |         | 41° 23′ 16″ N, 0° 57′ 52″ E / 41.387726309619°N,0.9644343478617°E    |           |                     | Modifica les dades a Wikidata |

## jaciment arqueològic
| imatge | Nom                    | Ubicat a    | instància de         | Detalls | coordenades                                          | Protecció                                  | Commons (més fotos) | Dades a WD                    |
| ------ | ---------------------- | ----------- | -------------------- | ------- | ---------------------------------------------------- | ------------------------------------------ | ------------------- | ----------------------------- |
|        | Barranc de la Pedrinya | el Vilosell | jaciment arqueològic |         | 41° 22′ 44″ N, 0° 56′ 31″ E / 41.37888°N,0.941863°E  | bé integrant del patrimoni cultural català |                     | Modifica les dades a Wikidata |
|        | Coma Carrera I         | el Vilosell | jaciment arqueològic |         | 41° 23′ 27″ N, 0° 55′ 41″ E / 41.390957°N,0.927993°E |                                            |                     | Modifica les dades a Wikidata |
|        | Ermita del Crucifix    | el Vilosell | jaciment arqueològic |         | 41° 22′ 04″ N, 0° 57′ 17″ E / 41.367748°N,0.954795°E |                                            |                     | Modifica les dades a Wikidata |

## masia
| imatge | Nom                 | Ubicat a    | instància de | Detalls | coordenades                                                          | Protecció | Commons (més fotos) | Dades a WD                    |
| ------ | ------------------- | ----------- | ------------ | ------- | -------------------------------------------------------------------- | --------- | ------------------- | ----------------------------- |
|        | Xalet de les Planes | el Vilosell | masia        |         | 41° 23′ 59″ N, 0° 57′ 07″ E / 41.3998352513764°N,0.951994169695705°E |           |                     | Modifica les dades a Wikidata |
|        | lo Mas              | el Vilosell | masia        |         | 41° 23′ 55″ N, 0° 55′ 16″ E / 41.398658805848°N,0.92103113601769°E   |           |                     | Modifica les dades a Wikidata |

## muntanya
| imatge | Nom                   | Ubicat a                       | instància de | Detalls | coordenades                                                             | Protecció | Commons (més fotos) | Dades a WD                    |
| ------ | --------------------- | ------------------------------ | ------------ | ------- | ----------------------------------------------------------------------- | --------- | ------------------- | ----------------------------- |
|        | Punta de les Guàrdies | el Vilosell                    | muntanya     |         | 41° 24′ 04″ N, 0° 55′ 50″ E / 41.4012°N,0.930472°E 634.7 msnm           |           |                     | Modifica les dades a Wikidata |
|        | Punta del Curull      | Vilanova de Prades el Vilosell | muntanya     |         | 41° 21′ 19″ N, 0° 57′ 52″ E / 41.3552988479°N,0.96432912146°E 1022 msnm |           | Punta del Curull    | Modifica les dades a Wikidata |
|        | Tossal del Massa      | el Vilosell                    | muntanya     |         | 41° 23′ 09″ N, 0° 57′ 27″ E / 41.38579111°N,0.95747778°E 647.7 msnm     |           |                     | Modifica les dades a Wikidata |
|        | l'Anderó              | el Vilosell Vinaixa            | muntanya     |         | 41° 23′ 45″ N, 0° 58′ 47″ E / 41.39588889°N,0.97986111°E 650.7 msnm     |           |                     | Modifica les dades a Wikidata |
|        | la Tossa              | el Vilosell                    | muntanya     |         | 41° 21′ 09″ N, 0° 57′ 04″ E / 41.3525°N,0.951044°E 1026.5 msnm          |           |                     | Modifica les dades a Wikidata |

## vèrtex geodèsic
| imatge | Nom      | Ubicat a    | instància de    | Detalls   | coordenades                                                       | Protecció | Commons (més fotos) | Dades a WD                    |
| ------ | -------- | ----------- | --------------- | --------- | ----------------------------------------------------------------- | --------- | ------------------- | ----------------------------- |
|        | Andero   | el Vilosell | vèrtex geodèsic | Alt: 1.2m | 41° 23′ 45″ N, 0° 58′ 47″ E / 41.395887°N,0.979803°E 651.127 msnm |           |                     | Modifica les dades a Wikidata |
|        | Guardias | el Vilosell | vèrtex geodèsic | Alt: 1.2m | 41° 24′ 05″ N, 0° 55′ 50″ E / 41.40125°N,0.930427°E 635.436 msnm  |           |                     | Modifica les dades a Wikidata |

## Misc
| imatge | Nom                            | Ubicat a                                                        | instància de                                   | Detalls                      | coordenades | Protecció                                            | Commons (més fotos)        | Dades a WD                    |
| ------ | ------------------------------ | --------------------------------------------------------------- | ---------------------------------------------- | ---------------------------- | --- | ---------------------------------------------------- | -------------------------- | ----------------------------- |
|        | Castell del Vilosell           | el Vilosell                                                     | castell                                        |                              | 41° 23′ 03″ N, 0° 56′ 46″ E / 41.384208°N,0.946011°E ca:Carrer Anjuva 675 msnm                                          | bé d'interès cultural bé cultural d'interès nacional | Castell del Vilosell       | Modifica les dades a Wikidata |
|        | Cova el Noro                   | el Vilosell                                                     | cova                                           |                              | 41° 23′ 41″ N, 0° 55′ 06″ E / 41.394681781669°N,0.918294297422383°E                                                     |                                                      |                            | Modifica les dades a Wikidata |
|        | Creu Ermita de Sant Sebastià   | el Vilosell                                                     | creu de terme                                  | Estil: arquitectura gòtica   | 41° 22′ 55″ N, 0° 56′ 50″ E / 41.382038888889°N,0.94711111111111°E 648 msnm                                             | bé integrant del patrimoni cultural català           | Sant Sebastià del Vilosell | Modifica les dades a Wikidata |
|        | casa consistorial del Vilosell | el Vilosell                                                     | casa consistorial                              |                              | 41° 23′ 00″ N, 0° 56′ 48″ E / 41.3833349°N,0.9465928°E                                                                  |                                                      |                            | Modifica les dades a Wikidata |
|        | el Vilosell                    | el Vilosell                                                     | entitat singular de població capital municipal | 192 hab                      | 41° 22′ 58″ N, 0° 56′ 49″ E / 41.38281946°N,0.94705782°E 648 msnm                                                       |                                                      |                            | Modifica les dades a Wikidata |
|        | riu de Set                     | Garrigues Segrià                                                | curs d'aigua                                   | Desemboca: Segre Llarg: 45km | 41° 21′ 12″ N, 0° 57′ 01″ E / 41.353224°N,0.950175°E 41° 33′ 52″ N, 0° 33′ 19″ E / 41.564403°N,0.555266°E               |                                                      | Riu de Set                 | Modifica les dades a Wikidata |
|        | serra de la Llena              | Vilanova de Prades Ulldemolins la Pobla de Cérvoles el Vilosell | serra                                          |                              | 41° 20′ 36″ N, 0° 53′ 32″ E / 41.34333333°N,0.89222222°E 41° 20′ 23″ N, 0° 52′ 10″ E / 41.3397°N,0.869423°E 1021.2 msnm |                                                      | Serra de la Llena          | Modifica les dades a Wikidata |